# Église Saint-Étienne de Marcoux
Pour les articles homonymes, voir Église Saint-Étienne et Saint-Étienne (homonymie).
L'église Saint-Étienne est une église située à Marcoux, en France.

## Localisation
L'église est située sur la commune de Marcoux, dans le département français des Alpes-de-Haute-Provence.

## Historique
L'édifice est inscrit au titre des monuments historiques en 1927.